# Semjén
Semjén je vas na Madžarskem, ki upravno spada pod podregijo Bodrogközi Županije Borsod-Abaúj-Zemplén.